# 쓰노다 후카
쓰노다 후카(일본어: 角田 楓佳, 2004년 10월 24일 ~ )는 일본의 여자 축구 선수이다.

## 구단 경력
2021년 WE리그의 우라와 레즈에 입단하였다.

## 국가대표팀 경력
그녀는 2024년 FIFA U-20 여자 월드컵에 참가할 일본 U-20 국가대표팀에 발탁되었으며, 4경기에 출전, 준우승에 기여했다.